# Saxa-Weimar-Eisenach
Ducatul de Saxa-Weimar-Eisenach (germană Herzogtum Sachsen-Weimar-Eisenach) a fost creat în 1809 prin fuziunea ducatelor de Saxa-Weimar și Saxa-Eisenach. A devenit Mare Ducat în 1815 prin rezoluția Congresului de la Viena. În 1877, oficial numele s-a schimbat în Marele Ducat de Saxonia (germană Großherzogtum Sachsen), însă acest titlu a fost folosit rareori.
Sfârșitul Marelui Ducat a venit în urma revoluției germane din 1918-19 ca și în cazul celorlalte monarhii ale Imperiului german. A fost urmat de Statele libere de Saxe-Weimar-Eisenach, care au fuzionat în noul stat Thuringia doi ani mai târziu.

## Prinți de Saxa-Weimar-Eisenach

### Duci de Saxa-Weimar-Eisenach, 1809–1815
- Karl Augustus, 1809–15; Duce de Saxa-Weimar și Saxa-Eisenach din 1758 până în 1775 sub tutela mamei sale, Ducesa Anna Amalia de Brunswick-Wolfenbüttel

### Mari Duci de Saxa-Weimar-Eisenach, 1815–1918
- Karl Augustus, 1815–28
- Karl Frederick, 1828–53
- Karl Alexander, 1853–1901
- William Ernest, 1901–18

### Șefi ai Casei de Saxa-Weimar-Eisenach, 1918–prezent
- Marele Duce Wilhelm Ernst, 1918–23
- Marele Duce Ereditar Carl August, 1923–88
- Prințul Mihail, 1988–prezent